# 紅秧雞
紅秧雞（Aphanapteryx bonasia），是毛里裘斯經已滅絕的特有種。根據其大量的骨頭、一些描述及手繪，得知牠們是不會飛的鳥，比小雞大些，約有50厘米長。牠們全身的羽毛都呈紅褐色的絨毛狀。尾巴已經不能看見，而雙翼則差不多消失了。牠的喙長而彎曲，雙腳較長。整體上牠們很像鷸鴕。
紅秧雞自1602年就在很多文獻中被討論，但很多資料都是重覆的。大部份資料都是來自Joris Hoefnagel，他於1600年左右曾替魯道夫二世繪了一幅紅秧雞的畫。弗朗西斯科·巴塞洛（Francesco Bassano the Younger）的《Arca di Noè》（挪亞方舟）畫中亦有像紅秧雞的動物，但巴塞洛是在荷蘭殖民於毛里裘斯前已經去世，他畫中紅秧雞的出處就成了一個謎。

## 滅絕
紅秧雞在被發現後的一個世紀內因獵殺而滅絕的。牠們的味道應該不怎麼可口，很多時是因好奇及消遣而被獵殺。雖然牠們善於逃走，但若看見了紅布後，就會追擊紅布而被誘捕。類似的行為在羅德里格斯秧雞亦可以見到。紅秧雞被捕捉後會發出叫聲，吸引更多的紅秧雞，這是因牠們在沒有掠食者的情況下演化成十分好奇，而不懼怕人類。由於牠們生活在地上，豬會吃牠們的蛋，這亦可能是導致其滅絕的原因之一。
François Leguat於1693年到達毛里裘斯研究羅德里格斯秧雞，期間他發現紅秧雞已經大量減少，而他的文獻亦是最後有提及紅秧雞的。估計紅秧雞在1700年前后滅絕。